# Botschafter des Gewissens
Botschafter des Gewissens (englisch Ambassador of Conscience) ist die höchste Auszeichnung, die die Menschenrechtsorganisation Amnesty International verleiht.

## Geschichte
Der undotierte Preis wird seit 2003 an Persönlichkeiten vergeben, die sich durch „außergewöhnlichen Führungsstil und Einsatz im Kampf für den Schutz und die Förderung der Menschenrechte“ verdient gemacht haben. Er hat das Ziel, Aufmerksamkeit für die Arbeit von Amnesty International zu schaffen und das Leben und Wirken ihrer „Botschafter“ zu würdigen, die „durch ihre Arbeit und ihr Beispiel die Welt inspirieren“.
Initiiert wurde der Preis durch das Gedicht From the Republic of Conscience, das der irische Literaturnobelpreisträger Seamus Heaney eigens für die Menschenrechtsorganisation verfasst hatte. Erster Preisträger wurde der tschechische Autor und ehemalige Staatspräsident Václav Havel.
Für die Auswahl der Preisträger zeichnet Art for Amnesty verantwortlich, ein lockerer Bund internationaler Künstler, die sich weltweit für die Menschenrechte einsetzen. Art for Amnesty organisiert auch die jährliche Verleihungszeremonie und bestimmt den Laudator.

## Preisträger

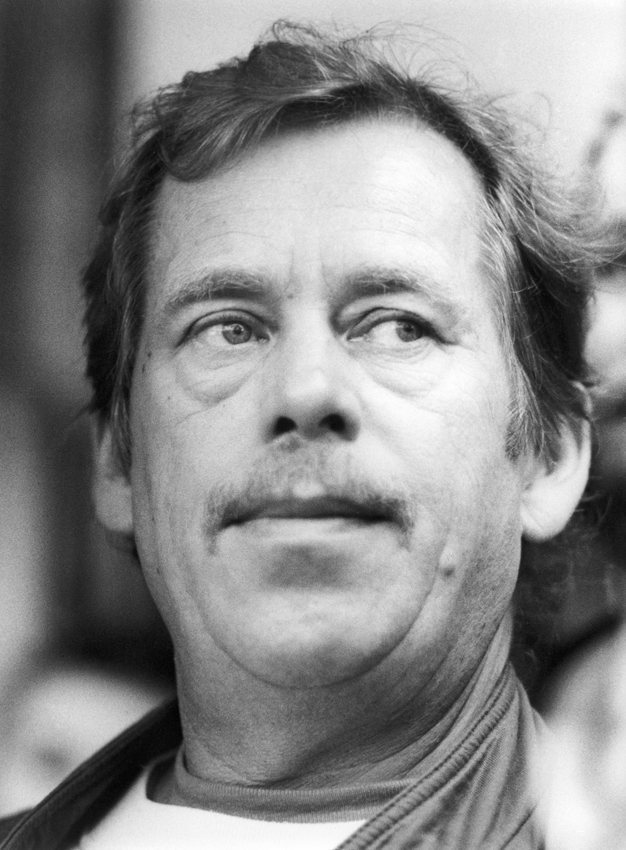
Erster Preisträger 2003: Václav Havel

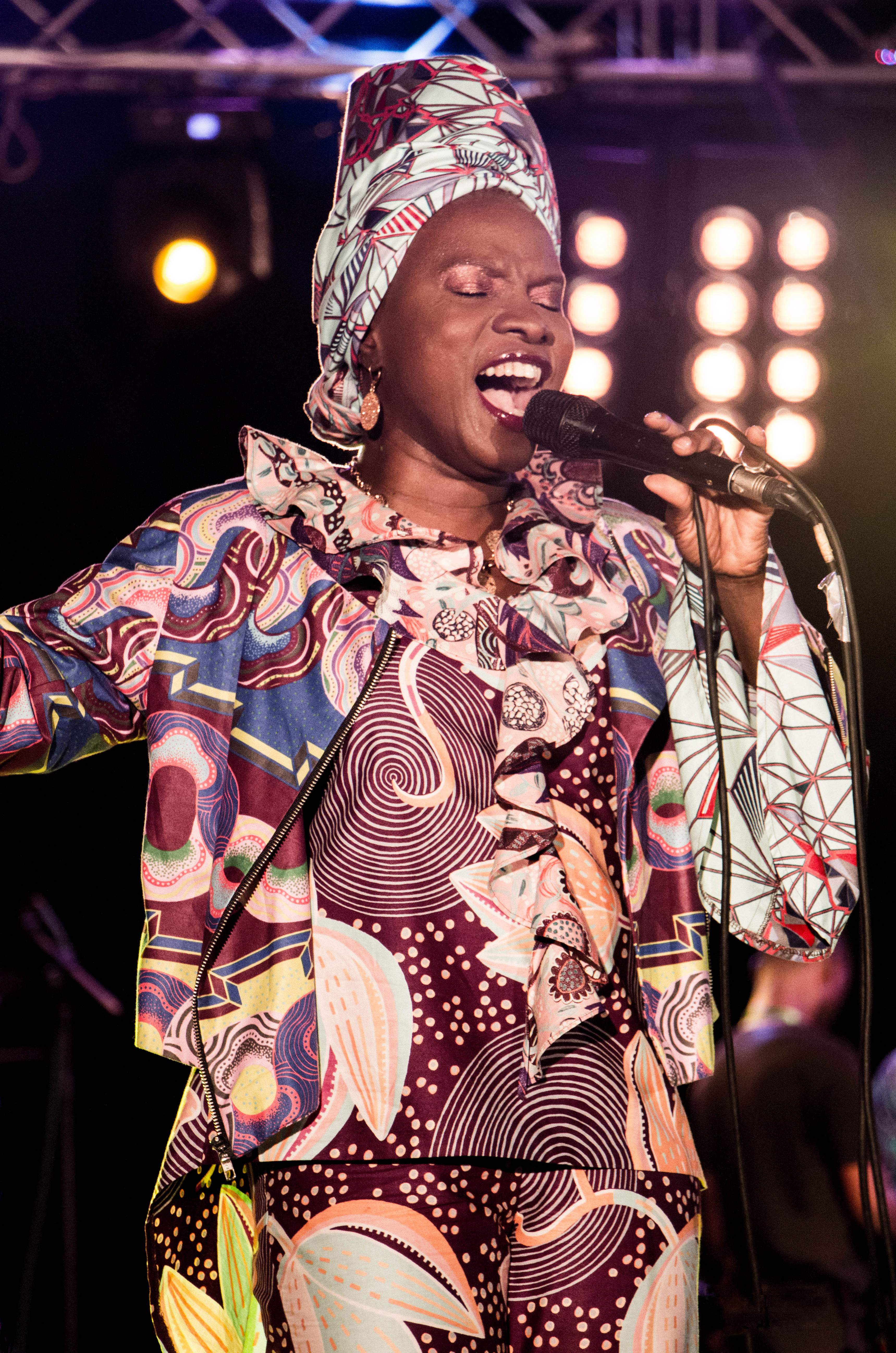
Preisträgerin 2016: Angélique Kidjo

- 2003 – Václav Havel, ehemaliger Präsident der Tschechischen Republik
- 2004 – Mary Robinson, ehemalige Präsidentin Irlands und UN-Hochkommissarin für Menschenrechte, und Hilda Morales Trujillo, Menschenrechtsaktivistin aus Guatemala
- 2005 – U2, irische Rockband; gemeinsam mit ihrem Manager Paul McGuinness
- 2006 – Nelson Mandela, ehemaliger Präsident der Republik Südafrika
- 2007 – nicht vergeben
- 2008 – Peter Gabriel, britischer Musiker und Menschenrechtsaktivist
- 2009 – Aung San Suu Kyi, Politikerin aus Myanmar (2018 aberkannt)[3]
- 2013 – Malala Yousafzai, pakistanische Bloggerin und Kinderrechtsaktivistin, und Harry Belafonte, US-amerikanischer Sänger, Schauspieler und Entertainer
- 2015 – Joan Baez, US-amerikanische Musikerin und Menschenrechtsaktivistin, und Ai Weiwei, chinesischer Künstler
- 2016 – Angélique Kidjo, beninische Sängerin und Songschreiberin; Lutte pour le changement, Jugendbewegung aus der Demokratischen Republik Kongo; Le Balai Citoyen, Graswurzel-Bewegung aus Burkina Faso; Y'en a Marre, senegalesische Rapper und Journalisten
- 2017 – Alicia Keys, US-amerikanische Musikerin, und Indigenous peoples in Canada, kanadische Menschenrechtsbewegung
- 2018 – Colin Kaepernick, US-amerikanischer Footballspieler, für seinen Protest gegen Rassismus in der National Football League[4]
- 2019 – Greta Thunberg und Fridays for Future[5][6]